# Alessandro Potenza
Alessandro Potenza (San Severo, Provincia de Foggia, Italia, 8 de marzo de 1984) es un futbolista italiano. Se desempeña como defensa y su equipo actual es la Casertana F.C. de Italia.

## Carrera
Potenza surgió futbolísticamente de la cantera del Inter de Milán, y fue llamado al primer equipo para la temporada 2002-2003 en la Serie A. Él sólo hizo una aparición en el primer equipo del Inter en la Copa de Italia en el partido ante el AS Bari, el 4 de diciembre de 2002.
En 2003 fue cedido a la Serie B como parte del AC Ancona, para adquirir experiencia. Después de cumplirse la cesión en AC Ancona, fue cedido a la Serie A al Parma FC. Con Parma, se encontró con más éxito y mucha participación en el primer equipo. En 2005 el Inter lo cedió otra vez. Esta vez fue al AC Chievo Verona. Después de otra campaña decente, el RCD Mallorca quería llevar a Potenza a la Liga BBVA. Una vez más, el Inter optó por cederlo. Después de otra temporada bastante impresionante, que llamó la atención de toda la Serie A, la Fiorentina, quería llevar al jugador a Italia.
En 2006, la Fiorentina hizo una oferta por el jugador, y el Inter de Milán decidió vender el joven talento, por € 1,25 millones. En sus primeras etapas en el equipo, se encontró con mucho de tiempo de juego, e incluso algunos en el primer equipo. En el verano de 2008, la Fiorentina decidió vender al jugador al Genoa CFC. En la primera mitad de la campaña 2008/2009 de la Serie A.
En el mercado de pases de invierno de 2009, Potenza estaba buscando una manera de salir de la parte de la Liguria. El 31 de enero de 2009, se confirmó que se había unido a Calcio Catania, en un acuerdo de copropiedad. Él fue contratado para reforzar la línea defensiva del sur de equipo, que están precisando para la Copa UEFA. Como resultado de su llegada, Gennaro Sardo fue enviado a préstamo de Catania a Chievo Verona. Potenza inmediatamente se ganó su lugar de partida con el entrenador Walter Zenga, y comenzó la temporada como titular bajo las órdenes de Gianluca Atzori, pero después de una lesión a mitad de temporada, el lateral derecho, ha de conseguir un puesto regular que comienza en el equipo, bajo las órdenes de Sinisa Mihajlovic, que dirigió Catania por 5 meses. En agosto de 2011, Catania firmó la plena propiedad del lateral por derecha. Potenza era parte de la Serie A 2010-2011, que terminó 13 º en la clasificación y se rompió el récord de puntos del Catania en total de la tercera temporada consecutiva.

## Selección nacional
Potenza tiene 9 partidos con la Selección de Italia Sub-19, así como jugó 2 partidos para la Selección de Italia Sub-20. Su carrera internacional despegó con la Selección Italia Sub-21, donde jugó un total de 27 partidos, además de tener el deleite de anotar 1 gol.

## Clubes
| Club                        | País   | Año       |
| --------------------------- | ------ | --------- |
| F.C. Inter de Milán         | Italia | 2002-2003 |
| A.C. Ancona (cedido)        | Italia | 2003      |
| Parma F.C. (cedido)         | Italia | 2004      |
| A.C. Chievo Verona (cedido) | Italia | 2005      |
| R. C. D. Mallorca (cedido)  | España | 2005-2006 |
| A.C.F. Fiorentina           | Italia | 2006-2008 |
| Genoa C.F.C.                | Italia | 2008-2009 |
| Calcio Catania              | Italia | 2009-2013 |
| Modena F.C.                 | Italia | 2013-2014 |
| Foggia Calcio               | Italia | 2014-2015 |
| Chennaiyin F.C.             | India  | 2015-2016 |
| Casertana F.C.              | Italia | 2016-Act. |

- Datos: Q659824